# ジェシカ・ミットフォード
ジェシカ・ルーシー・フリーマン=ミットフォード(英語: Jessica Lucy Freeman-Mitford、1917年9月11日 - 1996年7月22日）、通称ジェシカ・ミットフォード(英語: Jessica Mitford)、愛称「デッカ」(英語: "Decca")はイングランド出身の作家、ジャーナリスト、公民権運動家、政治活動家であり、ミットフォード姉妹の一員である。

## 生涯

### 生い立ち
ミットフォードにあるアストホール・マナーにて、ミットフォード家の7人きょうだいの第6子として生まれた。父は第2代リーズデイル男爵デイヴィッド・フリーマン＝ミットフォードで、母はその妻であり、政治家及び出版者であったトマス・ボウルズの娘であるシドニーであった。父が所有していたいくつかのカントリー・ハウスで育った。公的な教育はほとんど受けていなかったが、非常に教養があった。姉のユニティ・ヴァルキリー・ミットフォードとダイアナ・ミットフォードはイギリスにおけるアドルフ・ヒトラーの支持者として有名であり、父デイヴィッドは「生来ファシスト的」だったということであるが、ジェシカ(家族からはいつもデッカと呼ばれていた)は早いうちから恵まれた境遇に反抗し、共産主義を信奉するようになった。家族の中では「赤いヒツジ」だと思われていたという。

### エズモンド・ロミリーとの結婚
19歳の時、ジェシカははとこのエズモンド・ロミリーと出会った。エズモンドはスペイン内戦で国際旅団に参加してマドリードを防衛していた際にかかった赤痢から回復しつつあるところであった。ロミリーはウィンストン・チャーチルの義理の甥にあたる。はとこ同士はたちまち恋に落ちでスペインに駆け落ちすることに決め、ロミリーはスペインで『ニューズ・クロニクル』の記者として働くことになった。親戚からの反対により法的な問題が起こったが、結局2人は正式に結婚した。ロンドンに引っ越してイーストエンドに住むようになったが、その当時この地域は貧しい工業地域であった。ジェシカは1937年12月20日に娘のジュリア・デッカ・ロミリーを自宅出産した。赤ん坊は翌年5月にはしかの流行で亡くなった。後年、ジェシカはめったにジュリアのことを口にせず、1960年に刊行した自伝『令嬢ジェシカの反逆』(Hons and Rebels)でもジュリアを名前で呼んでいない。
1939年に、エズモンドとジェシカはアメリカ合衆国に移住した。さまざまな仕事をし、常に金銭的に困窮した状態ながらも全国を旅した。第二次世界大戦が始まると、エズモンドはカナダ空軍に入隊した。ジェシカはヴァージニア・フォスター・ダーやクリフォード・ダーなどと親しくしながらワシントンD.C.に住んでおり、エズモンドがイングランドに派遣された後は夫と一緒に住むことを考えるようになった。1941年2月9日、ワシントンD.C.でジェシカは2番目の娘、コンスタンシア・ロミリー(「ドンク」や「ディンキー」と呼ばれていた)を出産した。夫エズモンドは1941年11月30日、ナチス・ドイツに対する爆撃から帰還する途中で作戦行動中行方不明となった。

### ロバート・トルーハフトとの結婚
ジェシカは戦争のための仕事につくことにした。この中でアメリカ人の公民権弁護士ロバート・トルーハフトと出会い、1943年に結婚して、カリフォルニア州オークランドに落ち着くこととなった。1944年にアメリカの市民権を取得した。
オークランドで夫妻には2人の息子が生まれた。ニコラスが1944年に生まれたが、1955年にバスに轢かれて亡くなった。ベンジャミンが1947年に生まれた。ジェシカは「優しくほったらかしておく」精神で子育てを行い、子供たちは母が「ありのまま」で「気を遣わない」様子だったと述べている。ジェシカは何十年も自分の母と親しく文通を続けていたが、生涯にわたって姉のダイアナとは疎遠だった。

## 仕事と政治活動

### 共産主義と左翼政治活動
ジェシカは1950年代初頭の間ずっと、地元の公民権会議支部事務総長をつとめていた。この活動と夫の法曹活動を通して、ジェシカは多数の公民権キャンペーンに携わった。有名なものとしては、白人女性に対する強姦で有罪となっていたアフリカ系アメリカ人ウィリー・マッギーの処刑を止めようとする試みがあるが、これは成功しなかった。ジェシカと夫のロバートは共産党の活動的なメンバーだった。1953年にマッカーシズムと「赤狩り」が最高潮に達していた際、ふたりは下院非米活動委員会に召還された。ふたりとも自らが過激派グループに参加していたかについての証言を拒否した。
1956年にジェシカはステンシルで刷ったパンフレット"Lifeitselfmanship or How to Become a Precisely-Because Man"を刊行した。姉ナンシーが共著者として参加し、イギリス英語における階級差について編纂した著書Noblesse Obligeは「Uと非U」な英語、つまり上流階級(upper class)と非上流階級(non-upper class)という言葉を広めたが、ジェシカはそれに応えてLと非L、つまり左翼(Left)と非左翼(non-Left)な英語について書き、前面階級闘争において同志が使うクリシェを諷刺した 。本作のタイトルはスティーヴン・ポッターによる諷刺的な作品シリーズのもじりで、このシリーズの中にはLifemanshipという著作もあった。
現在の政治的状況を鑑みると党の外でも社会正義のためにもっと活動ができると考え、ソビエト連邦での共産主義の展開に幻滅したジェシカとロバートは、1958年末に党をやめた。
1960年にジェシカは初めての著書『令嬢ジェシカの反逆』(Hons and Rebels、アメリカ版のタイトルはDaughters and Rebels)を刊行した。この作品はリーズデイル家で過ごした若き日々に関する回顧録である。

### 調査報道
1961年5月にジェシカはアラバマ州モンゴメリーに旅し、『エスクァイア』にアメリカ合衆国南部の心性についての記事を書いた。滞在間、ジェシカは友人とフリーダム・ライダーズの到着に立ち会い、クー・クラックス・クランがに率いられた暴徒が公民権運動家を襲撃する暴動に巻き込まれた。暴動の後、ジェシカはマーティン・ルーサー・キング・ジュニアが率いる決起集会に参加した。この会合に使われた教会もKKKに襲われ、ジェシカを含めた一同は州兵による暴力が鎮圧されるまでバリケードを築いてその中で一夜を過ごした。
ロバートは組合や死亡給付金に関する仕事をする中で葬儀業界に関心を持ち、ジェシカにこのテーマについての調査記事を書くよう強くすすめた。『フロンティア』誌で発表された記事「聖ペテロさま、お呼びではないのですか」はあまり広く流通したわけではなかったが、ジェシカが葬儀業界代表者2名と地方局のテレビ番組に出演した時にかなりの関心を引きつけた。一般大衆はこのテーマに関心があると確信したジェシカは『アメリカ式死に方』(The American Way of Death)を執筆し、1963年に刊行した。 この本でジェシカは、悲しんでいる家族を利用する無節操な業界の習慣を厳しく批判した。この本はベストセラーになり、葬儀業界に関するアメリカ合衆国議会聴聞会も開かれた。この本は、トニー・リチャードソン監督が1948年のイーヴリン・ウォーの短編「ご遺体」を原作として1965年に撮った映画『ラブド・ワン』にも影響を与えた。
『アメリカ式死に方』の後、ジェシカは調査報道を続けた。1970年には『アトランティック・マンスリー』に「今こそフェイマスライターズを見直そう」を書き、ベネット・サーフが設立した通信教育講座フェイマスライターズスクールが疑わしい運営を行っていると暴露した。1970にベンジャミン・スポックをはじめとする5名の男性が徴兵法に違反したかどで基礎された裁判を追ったThe Trial of Dr. Spock, the Rev. William Sloane Coffin, Jr., Michael Ferber, Mitchell Goodman and Marcus Raskinを刊行した。1973年にはアメリカの監獄システムを厳しく批判したKind and Usual Punishment: The Prison Businessを刊行した。
ジェシカは1973年の秋学期にサンノゼ州立大学特別教授になり、ウォーターゲート事件やマッカーシズムの時代をカバーする"The American Way"という授業を担当した。忠誠の誓いと指紋提出について学部長と意見が合わなかったため、キャンパスでは抗議活動が行われ、ジェシカは教育を続けるため裁判に訴え出ざるを得なかった。

### 晩年

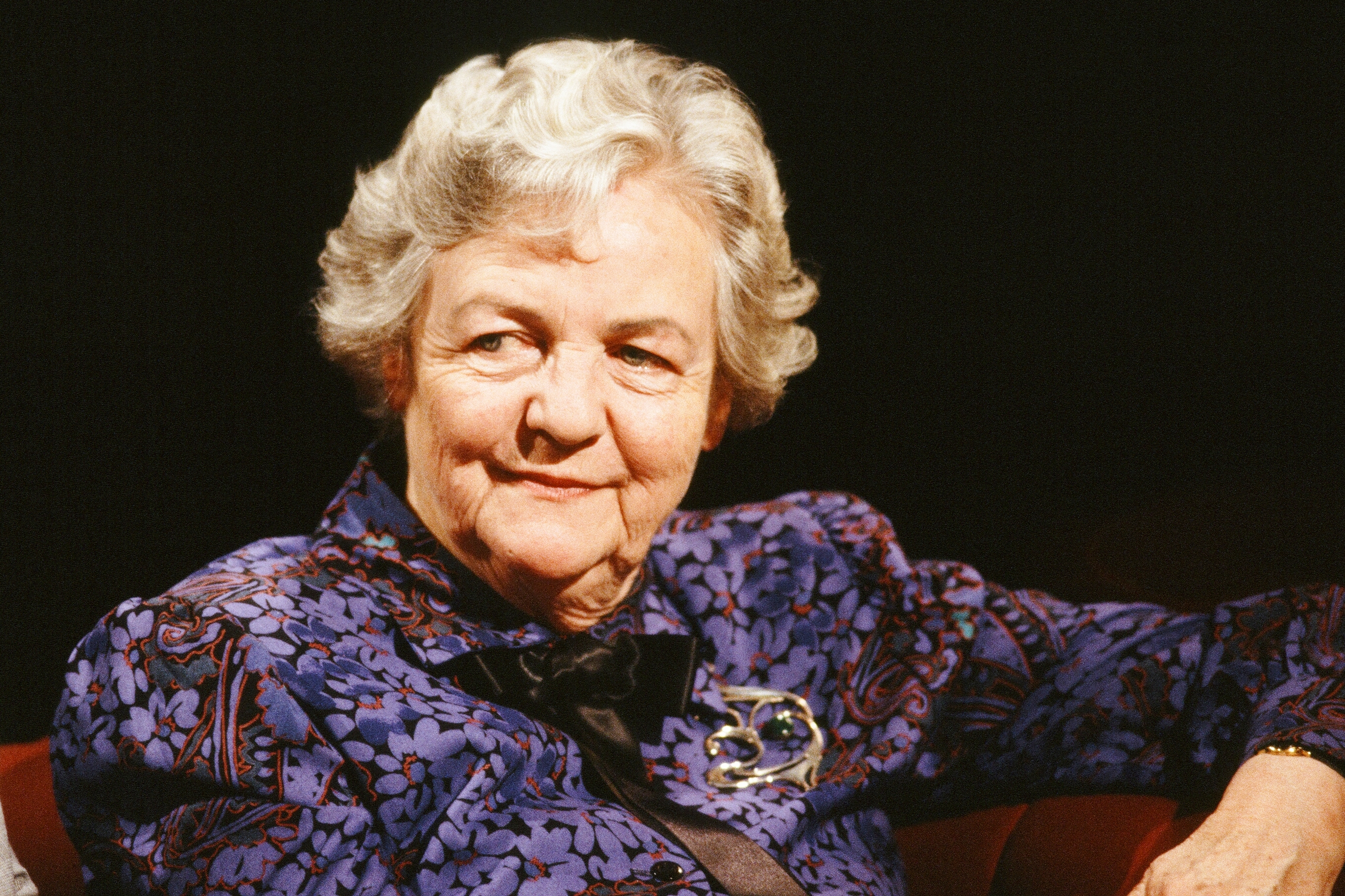
1988年にテレビ番組After Darkに出演するジェシカ・ミットフォード。

ジェシカの二冊目の回顧録A Fine Old Conflict (1977)はアメリカ共産党に入党し、結局退会するまでの経験を面白おかしく書いた作品である。ジェシカは若い頃、共産主義賛歌「インターナショナル」の歌詞"Tis the final conflict"「これが最終闘争だ」を "Tis the fine old conflict"「これが伝統ある良き闘争だ」だと思い込んでおり、タイトルはこれに拠る。ジェシカは同僚のドビーに共産党入党をすすめられた時のことを思い出しており、その時に「絶対誘ってくれないと思ってた！」とこたえたという。ジェシカは党の保守的な構造に苛立ち、あるときはイベントの人を集めるため「女の子！女の子！女の子」("Girls! Girls! Girls!")というポスターを印刷して女子部会をびっくりさせたという。
執筆と政治活動に加えて、ジェシカは音楽に挑戦し、「デッカ・アンド・ザ・デックトーンズ」というカウベルとカズーのオーケストラで歌手をつとめた。多数の慈善興行で公演し、サンフランシスコのヴァージン・レコードストアの屋上でシンディ・ローパーの前座をつとめた。2枚の短いアルバムも録音しており、そのうちひとつには「マックスウェルズ・シルヴァー・ハンマー」と「グレイス・ダーリン」のカバーが入っており、もう片方は友人で詩人のマヤ・アンジェロウとのデュエット2曲を収録している。最後の著作は『アメリカ式死に方再訪』(The American Way of Death Revisited)と題した前著のアップデート版である。

## 死去
ジェシカは1996年7月23日、78歳で肺がんで死去した。故人の希望でお金のかからない葬儀が行われ、費用は533.31ドルだった。儀式なしで火葬され、灰は海に撒かれたが、火葬じたいにかかった金額は475ドルだった。亡くなった際、『サンフランシスコ・クロニクル』のコラムニストだったハーブ・ ケインは故人の個性的で独創的な存在感について触れた。夫のロバートは妻より5年長生きした。

## 子孫
ジェシカの娘コンスタンシア・ロミリーは母の活動を受け継ぎ、学生非暴力調整委員会で活動し、ディレクターのジェイムズ・フォーマンと事実婚で2人の子供をもうけた。子供のひとりであるジェイムズ・フォーマン・ジュニアはイェール・ロー・スクールの教授である。

## 影響
著述家のクリストファー・ヒッチェンズはジェシカ・ミットフォードを称賛し、『令嬢ジェシカの反逆』を高く評価している。
ハリー・ポッターシリーズの著者J・K・ローリングは、2002年に自分が影響を受けた作家としてジェシカ・ミットフォードをあげている。2006年にジェシカの書簡集Deccaを『サンデー・テレグラフ』でレビューしている。
2013年にデヴィッド・ボウイは『アメリカ式死に方』を好きな本のうちの一冊にあげている。
Decca: The Letters of Jessica Mitford の一部は2006年11月、BBCラジオ4の15分番組Book of the Weekで放送された。クリス・ウォリスがプロデューサーで、ロザムンド・パイクとトム・チャドボンが読み手をつとめた。

## 著作
- Hons and Rebels, Gollancz, 1960 [『令嬢ジェシカの反逆』南井慶二訳、朝日新聞社、1966].
- The American Way of Death, Simon & Schuster, 1963.
- The Trial of Dr. Spock, the Rev. William Sloane Coffin, Jr., Michael Ferber, Mitchel Goodman, and Marcus Raskin, Macdonald, 1969
- Kind and Usual Punishment: The Prison Business, Alfred A. Knopf, 1973
- A Fine Old Conflict, London: Michael Joseph, 1977
- The Making of a Muckraker, London: Michael Joseph, 1979
- Poison Penmanship: The Gentle Art of Muckraking, 1979
- Grace Had an English Heart: The Story of Grace Darling, Heroine and Victorian Superstar, E. P. Dutton & Co, 1988. ISBN 0-525-24672-X
- The American Way of Birth, 1992
- The American Way of Death Revisited, 1998
- Decca: The Letters of Jessica Mitford, edited by journalist Peter Y. Sussman. Alfred A. Knopf, 2006. ISBN 0-375-41032-5

## ミットフォード家の7人きょうだい

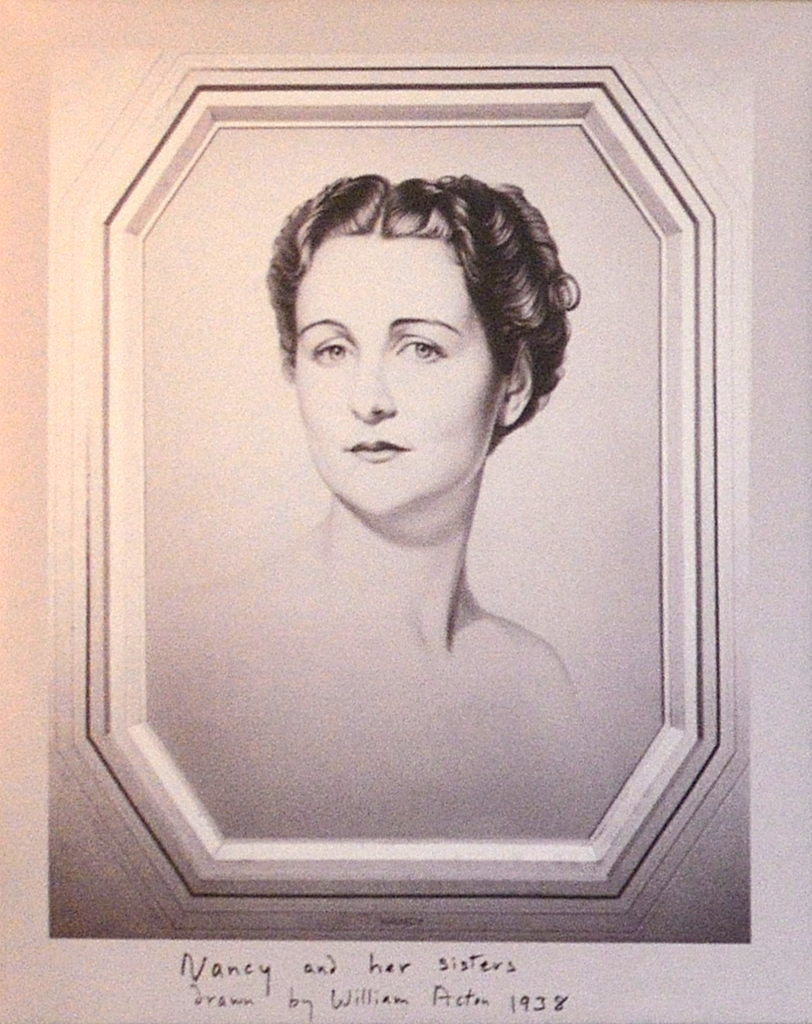
ナンシー・ミットフォード(1904年11月28日 – 1973年6月30日)
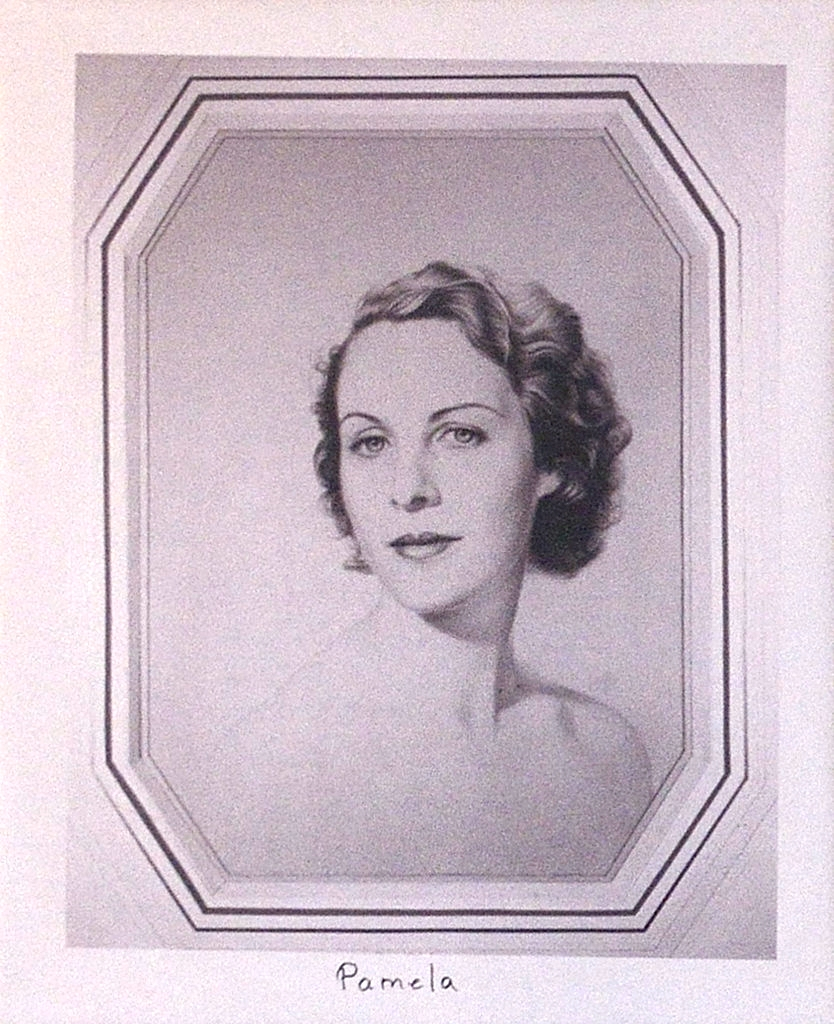
パメラ・ミットフォード(1907年11月25日 – 1994年4月12日)
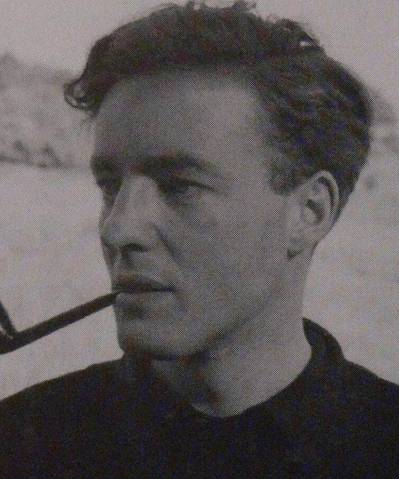
トマス・ミットフォード(1909年1月2日 – 1945年3月30日)
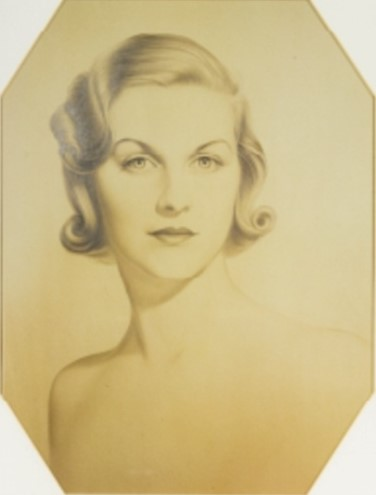
ダイアナ・ミットフォード(1910年6月17日 – 2003年8月11日)
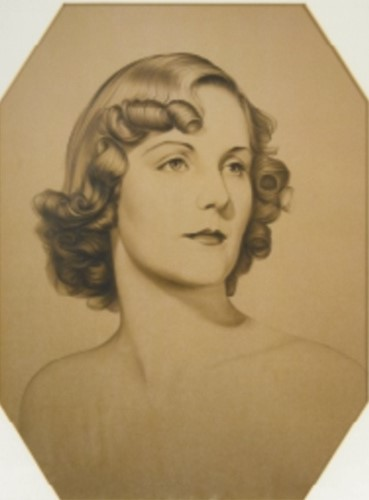
ユニティ・ヴァルキリー・ミットフォード (1914年8月8日 – 1948年5月28日)
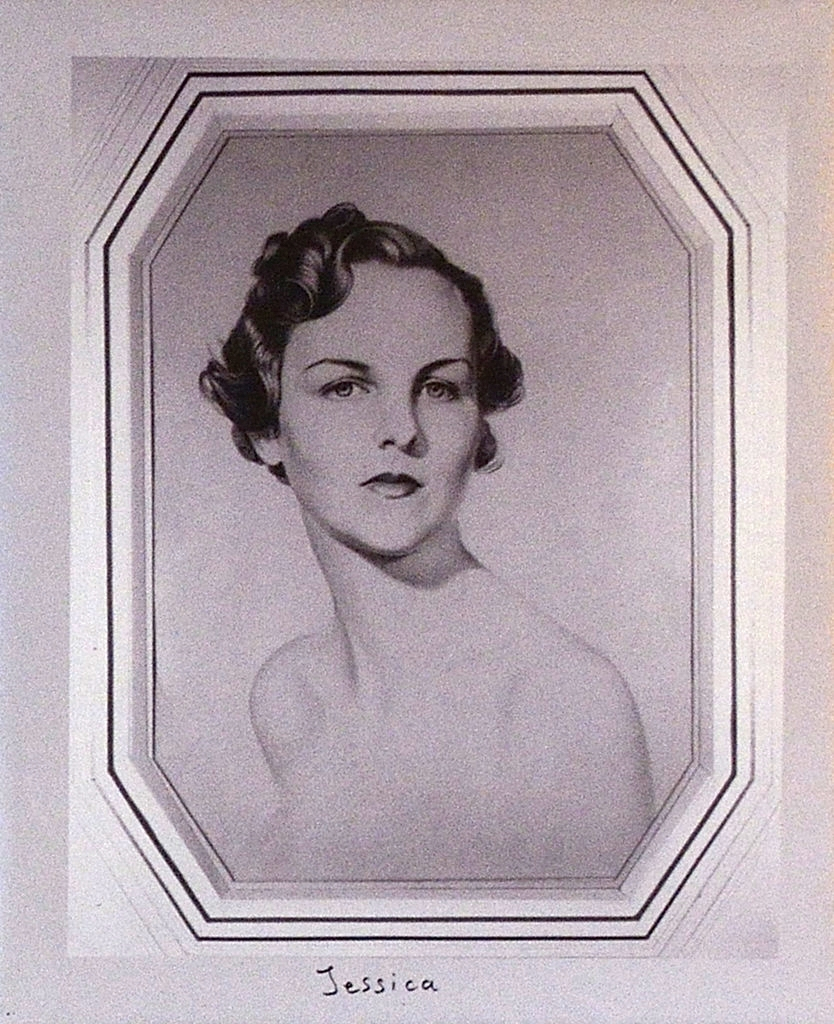
ジェシカ・ミットフォード(1917年9月11日 – 1996年7月22日)
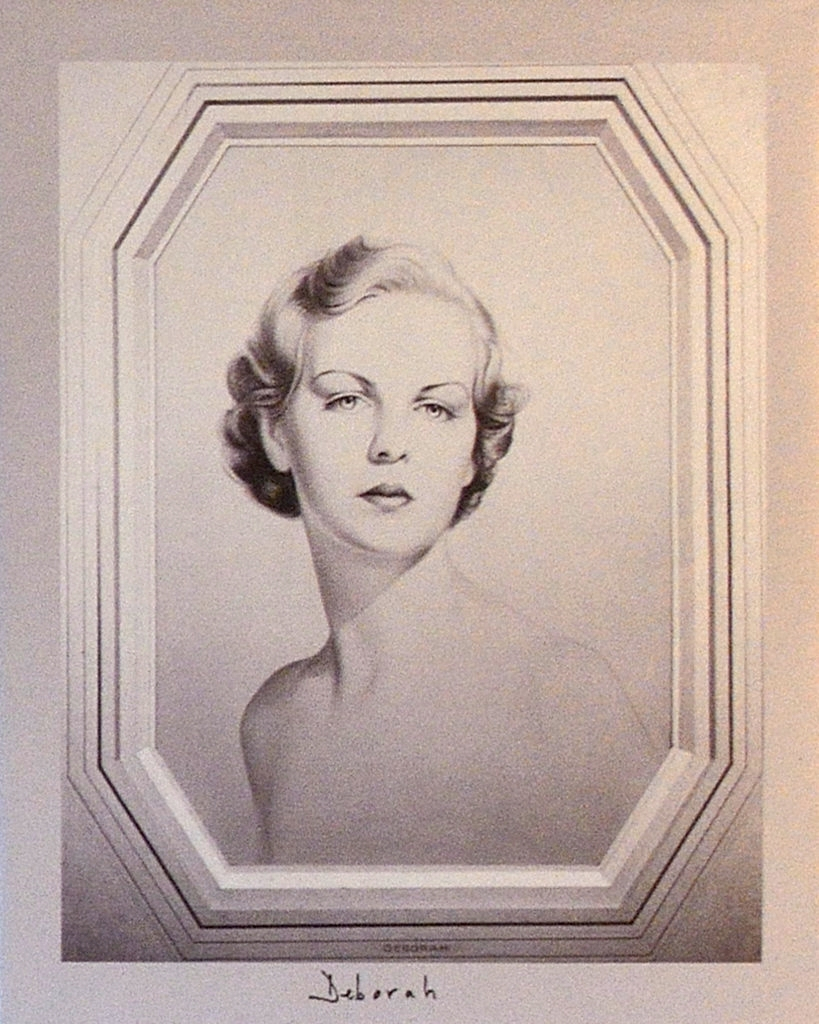
デボラ・ミットフォード(1920年3月31日 – 2014年9月24日)

## 家系図

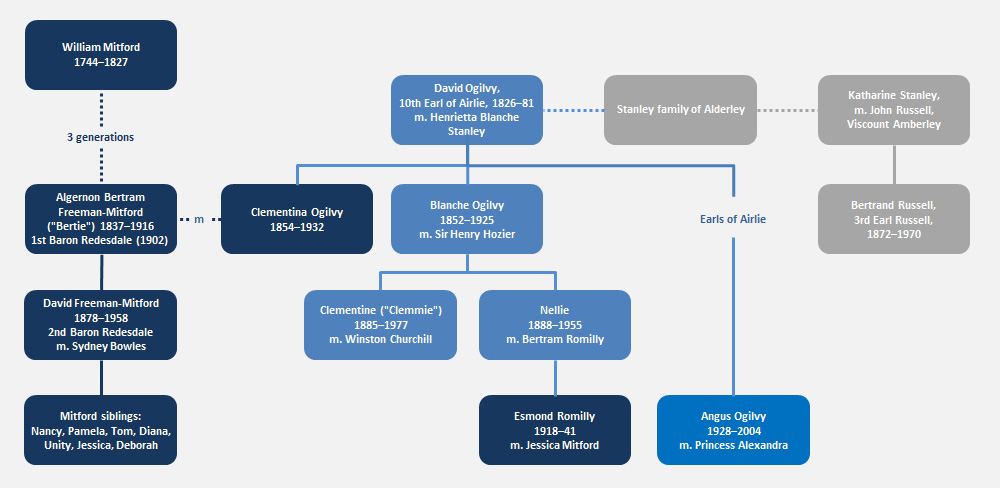
ミットフォード家の係累を示す家系図、婚姻を通じてラッセル家（ベッドフォード公爵）、チャーチル家（マールボロ公爵）などに繋がり、アレクサンドラ王女を通じて英王室に繋がる。